# Un ángel en el fango
Un ángel en el fango fue una telenovela producida por Valentin Pimstein en 1967. Fue protagonizada por Silvia Derbez, Carlos Navarro y Magda Guzmán como la villana principal. Es una adaptación de la radionovela chilena Dos mujeres y un hombre original de Arturo Moya Grau.

## Sinopsis
Esta telenovela cuenta la historia de Viviana de la Huerta, quien está felizmente casada con Mario Christie, con quien ha procreado dos hijos, Claudia y Ramiro. Con ellos vive Leonor, quien es hermana de Viviana. Leonor odia a Viviana por haberse casado con Mario, al que ama en silencio. Leonor se hace pasar por Viviana para ser amante de Alberto Santiesteban, a la vez le escribe anónimos a Mario delatando la situación. Con engaños hace coincidir a Viviana en el departamento de Alberto para que Mario los sorprenda juntos, este le dispara a Alberto el cual huye del lugar, en eso llega Viviana y la corre de su casa. Mario le ofrece a Viviana una pensión vitalicia para que se marche de México, pero ella no la acepta, por lo que Mario se marcha a Estados Unidos con sus hijos y Leonor, le dice a sus hijos que su mamá murió. Viviana va a vivir a una pensión propiedad de Doña Teresa, pero es acusada de un crimen cometido por Reyna, una bailarina de un cabaret, que reside en la pensión y su amante Rolando y es condenada a 15 años de prisión. Leonor comienza a seducir a Mario y se convierte en su amante. Pasados 10 años, capturan a Reyna y a Rolando, este confiesa que Viviana es inocente y sale de prisión. Viviana y una enfermera de la que se hizo muy amiga en la prisión ponen una pastelería, les va bien y ponen un restaurante. Leonor se molesta con Mario pues tiene amoríos con otras mujeres y ya no quiere nada con ella. Los hijos de Viviana y Mario, ya jóvenes, quieren regresar a México, Mario no quiere, Leonor le dice a Mario que les cuente la verdad y este les dice que su madre no murió, que estuvo presa por asesinato por 10 años y se comprobó que era inocente. Viviana viaja hasta la casa de Mario en Estados Unidos, quiere recuperar a sus hijos, pero solo encuentra a Leonor, Mario y sus hijos ya están en México, Leonor le confiesa que siempre ha amado a Mario y que ha sido su mujer. Viviana se da cuenta de que su hermana nunca la ha querido y sospecha que tuvo que ver en su separación de Mario. En el restaurante Viviana conoce a Alberto Santiesteban, este le dice que una vez conoció a una mujer que se llamaba igual que ella, Viviana de la Huerta de Christie, le cuenta su historia, por lo que Viviana se da cuenta de que se trata de su hermana Leonor que se hizo pasar por ella para separarla de Mario. Viviana le pide a Alberto que la acompañe a la casa de Mario. Allí frente a Mario, sus hijos y Leonor, Alberto les cuenta toda la verdad. Mario echa de la casa a Leonor, le pide perdón a Viviana, le dice que esa es su casa y puede volver cuando ella quiera. Viviana le dice a Mario que ella sólo quiere recuperar a sus hijos, éstos la abrazan y la aceptan, pero solo el tiempo diría si Mario y ella volverían a estar juntos. Fin.

## Elenco
- Silvia Derbez - Viviana de la Huerta
- Carlos Navarro - Mario Christie
- Magda Guzmán - Leonor de la Huerta
- Raúl Meraz - Alberto Santiesteban
- Emilia Carranza- Estela
- Miguel Maciá - Cristian
- Lucha Altamirano- Rosa
- Velia Vejar - Tere
- Alejandra Meyer - Reina
- Norma Lazareno

## Otras versiones

### Cine
- En 1970 es llevada al cine con el título de Dos mujeres y un hombre con Silvia Derbez, Jorge Lavat y Patricia Aspíllaga

### Televisión
- En 1968 el productor Jacinto Pérez Heredia realizó una adaptación argentina de esta telenovela con el mismo nombre protagonizada por Leonor Benedetto, Claudio Levrino y Cristina Alberó como la villana de la historia.
- En 1996 el productor José Alberto Castro realizó la adaptación de esta telenovela con el nombre de Sentimientos ajenos protagonizada por Yolanda Andrade, Carlos Ponce y Chantal Andere como la villana de la historia.